# التصنيفات الدولية لألبانيا
هذه قائمة التصنيفات الدولية لألبانيا.

## ثقافة
- نيوزويك أفضل دول العالم لسنة 2010 في الرتبة 1 من أصل 100 بلدا.[1]

## السكان
- قائمة الدول والتبعيات حسب عدد السكان 2016 في الرتبة 137 من أصل 196 بلدا.
- قائمة الدول حسب متوسط العمر المتوقع 2016 في الرتبة 37 من أصل 183 بلدا.

## الاقتصاد
- مؤشر الحرية الاقتصادية 2012 في الرتبة 57 من أصل 179 بلدا.
- مؤشر سهولة ممارسة الأعمال 2018 في الرتبة 65 من أصل 190 بلدا.[2]
- مؤشر حرية التجارة 2016 في الرتبة 10 من أصل 179 بلدا.[3]
- مؤشر الحرية المالية 2016 في الرتبة 35 من أصل 179 بلدا.[4]
- مؤشر الحرية النقدية 2016 في الرتبة 49 من أصل 181 بلدا.[5]
- مؤشر التطور الاجتماعي 2015 في الرتبة 52 من أصل 150 بلدا.
- مؤشر الدول الهشة 2016 في الرتبة 54 من أصل 178 بلدا.
- تقرير التنافسية العالمي 2016-2017 في الرتبة 80 من أصل 138 بلدا.
- قائمة الدول حسب الناتج المحلي الإجمالي الاسمي للفرد 2009 في الرتبة 98 من أصل 180 بلدا.
- قائمة الدول حسب الناتج المحلي الإجمالي 2009 في الرتبة 113 من أصل 179 بلدا.
- قائمة الدول حسب احتياطي النقد الأجنبي 2016 في الرتبة 101 من أصل 188 بلدا.

## التعليم
- مؤشر التعليم في الرتبة 77 من أصل 181 بلدا.
- البرنامج الدولي لتقييم الطلبة 2015،
  - الرياضيات في الرتبة 56 من أصل 74.
  - العلوم في الرتبة 52 من أصل 74.
  - القراءة في الرتبة 62 من أصل 74.
- قائمة الدول حسب نسبة المحصلين 2015 في الرتبة 20 من أصل 190 بلدا.

## بيئة
- جامعة ييل: مؤشر البيئة المستدامة 2005، في الرتبة 24 من أصل 146 بلدا.
- مؤشر الأداء البيئي 2012، 15 من أصل 132 بلدا.
- لجنة علوم الأرض التطبيقية لجنوب المحيط الهادئ وبرنامج الأمم المتحدة للبيئة: مؤشر الضعف البيئي، في الرتبة 158 من أصل 234 بلدا.

## عسكرية
- معهد الاقتصاد والسلام / وحدة الاستخبارات الاقتصادية: مؤشر السلام العالمي 2016، في الرتبة 54 من أصل 163 بلدا. [6]

## السياسة
- مؤشر مدركات الفساد 2015 في الرتبة 83 من أصل 167 بلدا.
- مؤشر حرية الصحافة 2016 في الرتبة 82 من أصل 180 بلدا.
- حرية الصحافة 2009 في الرتبة 50 من أصل 98 بلدا.
- مؤشر الديمقراطية 2015 في الرتبة 81 من أصل 167 بلدا.

## الدين
- العالم الإسلامي: في الرتبة 37 [7]

## مجتمع
- جامعة لستر 2006 مؤشر الرضا عن الحياة في الرتبة 157 من أصل 178
- مؤسسة الاقتصاد الجديد 2009 مؤشر السعادة العالمي في الرتبة 54 من أصل 143.
- المنتدى الاقتصادي العالمي: تقرير الفجوة العالمية بين الجنسين 2015 في الرتبة 70 من أصل 140 بلدا.

## رياضة
- تصنيف فيفا العالمي: أعلى ترتيب كان المركز 22 في أغسطس 2015.

## سياحة
- منظمة السياحة العالمية: إحصائيات السياحة العالمية 2008، لم تصنف ضمن أفضل 50 وجهة.
- المنتدى الاقتصادي العالمي: تقرير التنافسية للسفر والسياحة 2009، في الرتبة 90 من أصل 133 بلدا.[8]

## تقنية
- قائمة الدول حسب عدد مستخدمي الإنترنت 2011، حلّت في المركز 99 من 193 دولة.
- المنظمة العالمية للملكية الفكرية: مؤشر الابتكار العالمي 2024، حلّت في المركز 84 من 133 دولة[9]